# Sojka Stellerova
Sojka Stellerova (Cyanocitta stelleri) je velký zpěvný pták.

## Popis
Je přibližně stejně velká jako její nejbližší příbuzná sojka chocholatá, dorůstá 30 - 34 cm, váží 100 - 140 g a v rozpětí křídel měří 45 - 48 cm. Na rozdíl od ní má však štíhlejší zobák, delší končetiny, větší chocholku a mnohem výraznější zbarvení. Obě pohlaví mají hnědočernou hlavu s bílým proužkem na čele. Toto tmavé zbarvení pokračuje až na hřbet, postupně je však světlejší a u konce již zcela stříbřitě modré. Křídla, břicho a ocas je jasně sytě modrý, na křídlech má navíc pro sojky typické tmavší proužky viditelné zejména za letu.

## Rozšíření
Sojka Stellerova je široce rozšířenou severoamerickou sojkou. Vyskytuje se v širokém pásu na západě Severní Ameriky v rozmezí od Aljašky až po východní Texas. K životu preferuje řídké jehličnaté nebo smíšené lesy po nadmořskou výšku 2 100 m, přes zimu se často vyskytuje také v městských parcích.

## Chování
Obvykle se vyskytuje ve více než 10členných hejnech. 2/3 z její potravy tvoří rostlinná, zbývající 1/3 pak živočišná strava. Požírá nejrůznější semena, ořechy, žaludy a jiné plody, které vyhledává na zemi i na stromech, drobné obratlovce a občas i vejce jiných druhů ptáků. Často navštěvuje také tábořiště, kde vyhledává stravitelné odpadky.

## Hnízdění
Sojka Stellerova hnízdí obvykle na jehličnatých stromech. Hnízdo o rozměrech 25 × 43 cm staví z nejrůznějších rostlinných materiálů a odpadků. Společně se sojkou chocholatou je také jediným druhem sojky, která si své hnízdo zpevňuje blátem. Ročně klade přibližně 2–6 modrozelených vajec s hnědým nebo olivově zeleným skvrněním, na kterých sedí převážně samice po dobu 17–18 dní.

## Zajímavosti
Svůj název získala po svém objeviteli, německém přírodovědci Georgi Stellerovi.